# Dominik Langenegger
Dominik Langenegger (* 1991) ist ein Schweizer Unihockeyspieler auf der Position des Verteidigers. Langenegger steht beim 2. Liga-Kleinfeld-Verein UHC Elgg unter Vertrag.

## Karriere

### HC Rychenberg Winterthur
Langenegger spielte bis zum Ende der Saison 2011/12 für die U21 des HC Rychenberg Winterthur, ehe er im Herbst 2012 in der ersten Mannschaft debütierte. Nach einer langwierigen Verletzung beim HCR entschied er sich danach kurzzeitig zu seinem Stammverein UHC Elgg zurückzukehren.

### UHC Waldkirch-St. Gallen und UHC Elgg
In der Winterpause 2014/15 verpflichtete der UHC Waldkirch-St. Gallen Langenegger auf Grund zahlreicher sportlicher Ausfälle. Langenegger hat eine Doppellizenz mit dem UHC Elgg und den Ostschweizern.

### Mölndals IBF
Am 18. September 2017 wurde der Transfer von Langenegger zum schwedischen Division-1-Verein Mölndals IBF bekannt. Zwei Tage später stand er bereits bei der Partie gegen Partille IBS im Aufgebot.

### UHC Elgg
Am 18. Dezember 2017 wurde er zurück zum UHC Elgg transferiert.